# Chrysina
Chrysina — великий рід пластинчастовусих жуків з групи Rutelinae, що налічує більше 100 видів. Представники роду поширені переважно в тропічній зоні Америки.

## Опис
Середнього розміру жуки, металевоблискучі, з яскраво зеленими, сріблястими чи золотистими надкрилами. Антени з 10 члеників. Стегна задніх ніг розширені.

## Ареал та різноманіття
Рід налічує понад 100 видів. Види переважно мешкають у тропіках Центральної Америки. Найбільше видів трапляються в Мексиці, майже 60. Також чимало видів живуть у Гватемалі (24 види) та в Коста-Риці (21 вид). У Південній Америці трапляються в Колумбії та Еквадорі.
На півдні США трапляється 4 види, серед яких Chrysina gloriosa та Chrysina beyeri.

## Галерея

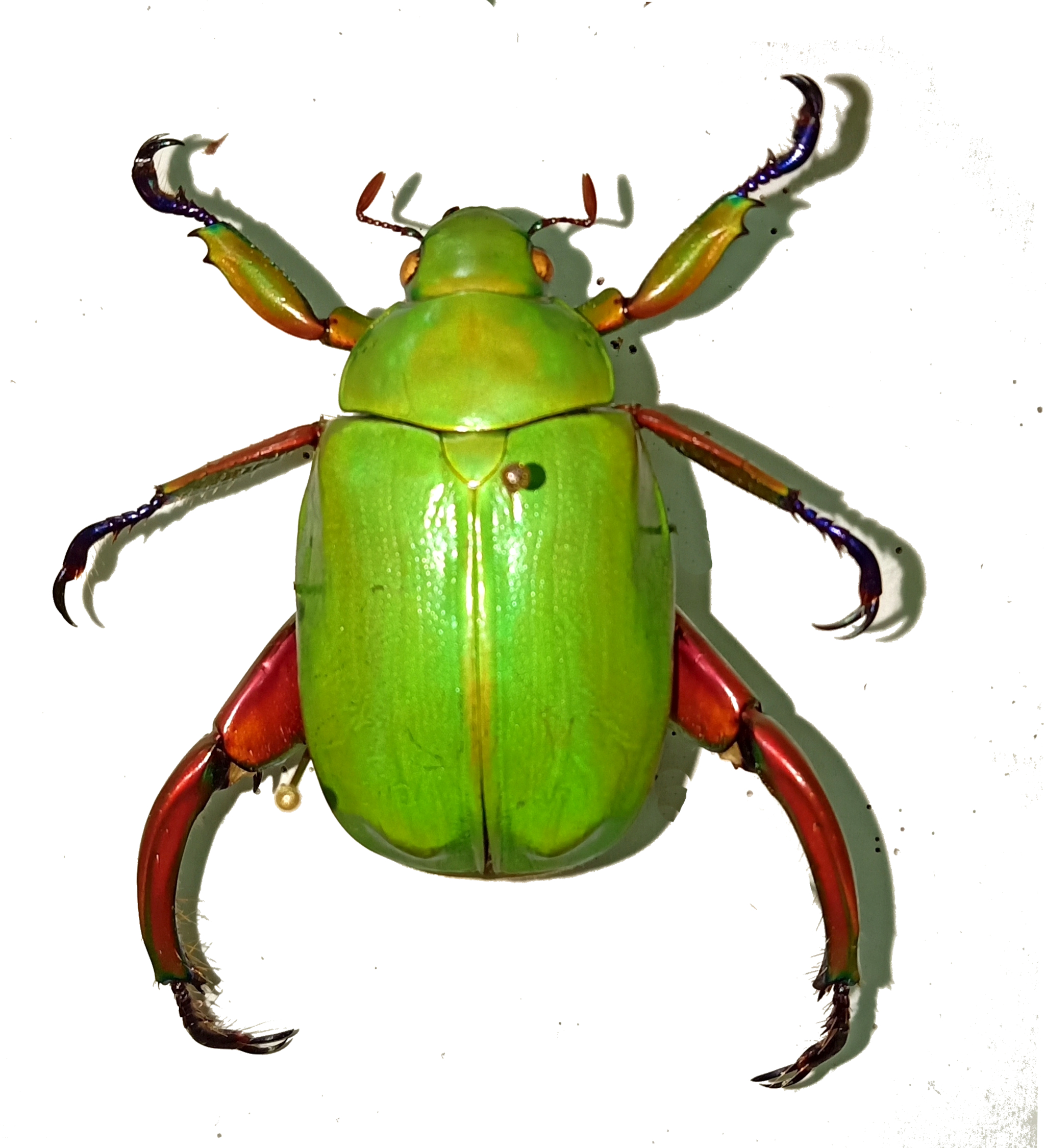
Chrysina adolphi
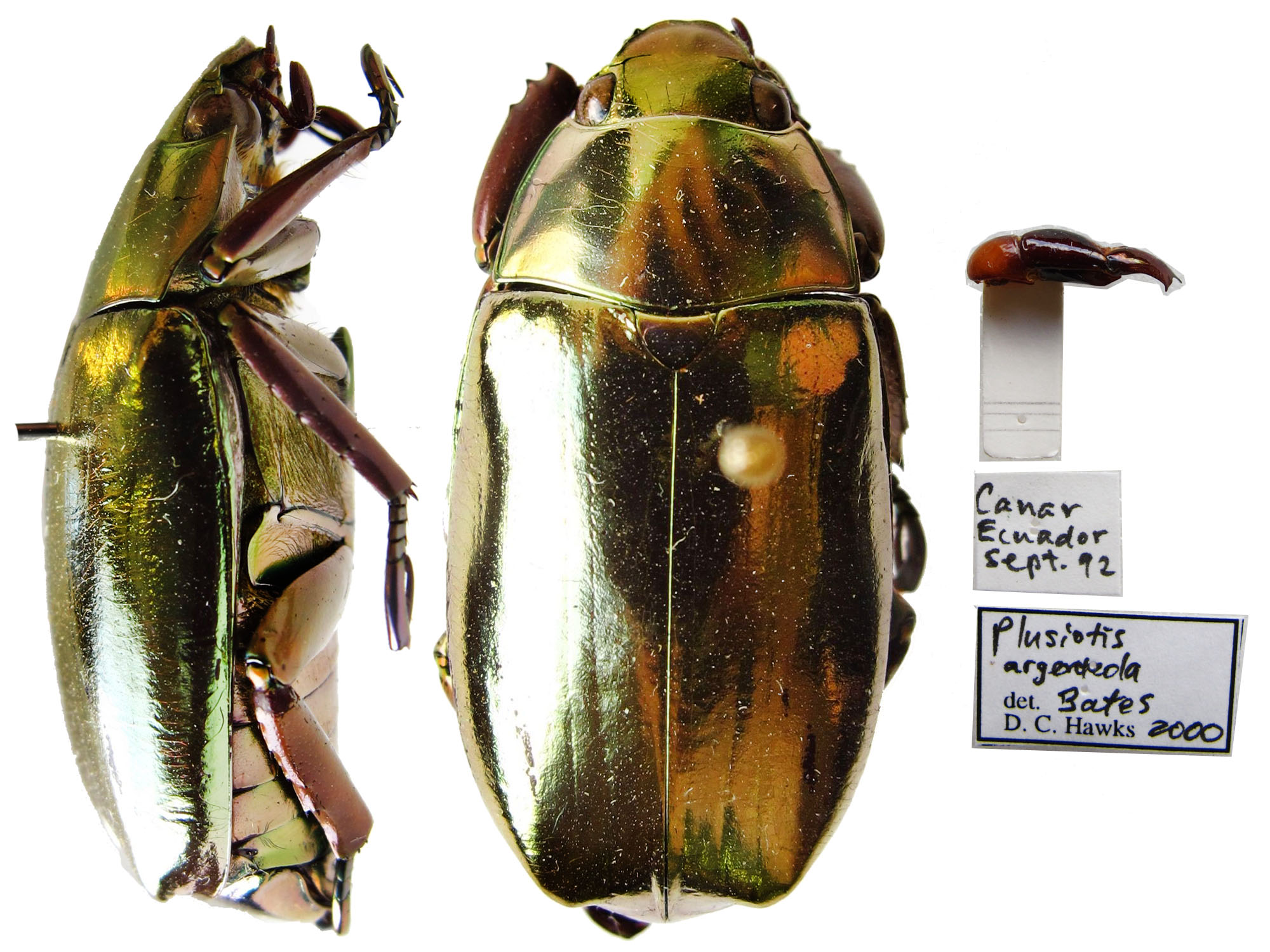
Chrysina argenteola, Еквадор
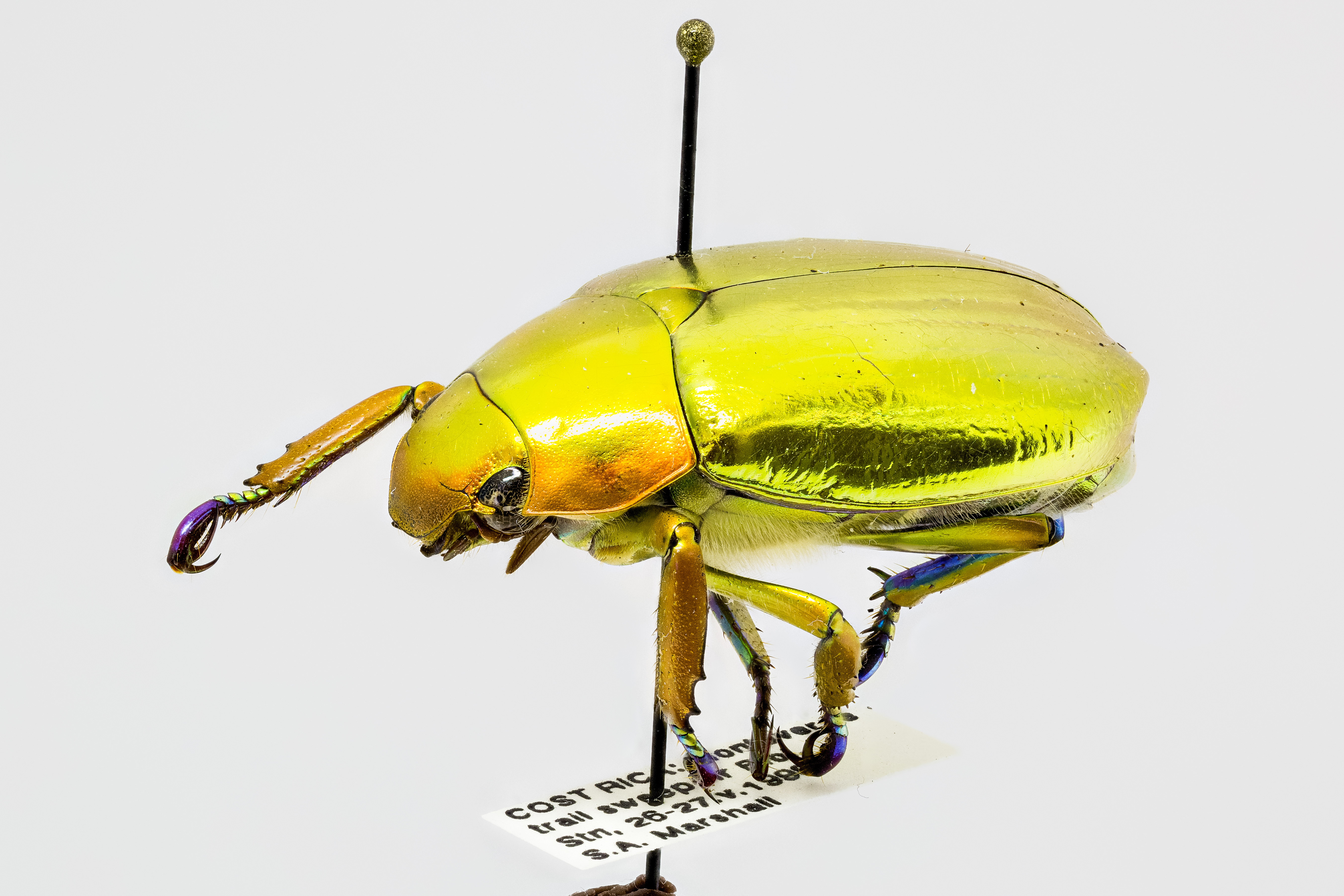
Chrysina aurigans, Коста-Рика
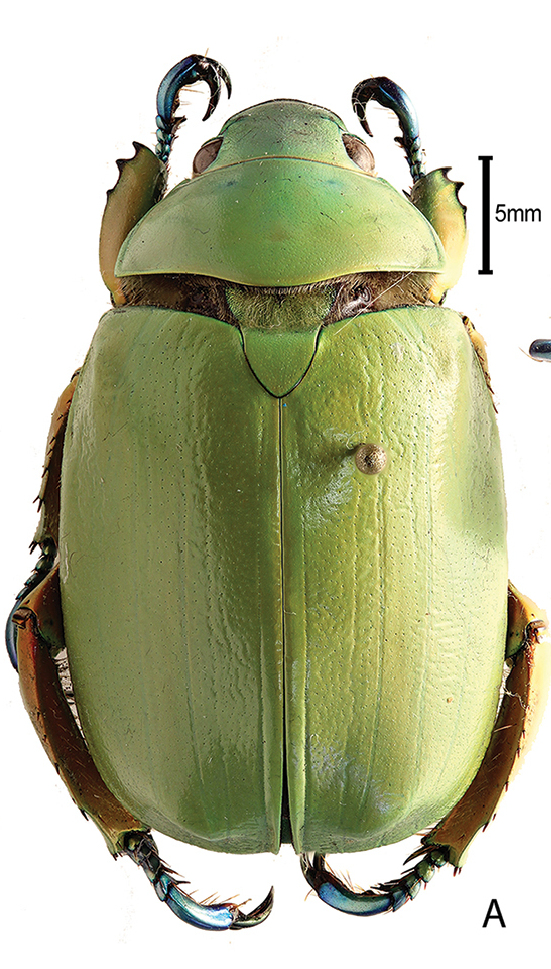
Chrysina baileyana, Гватемала
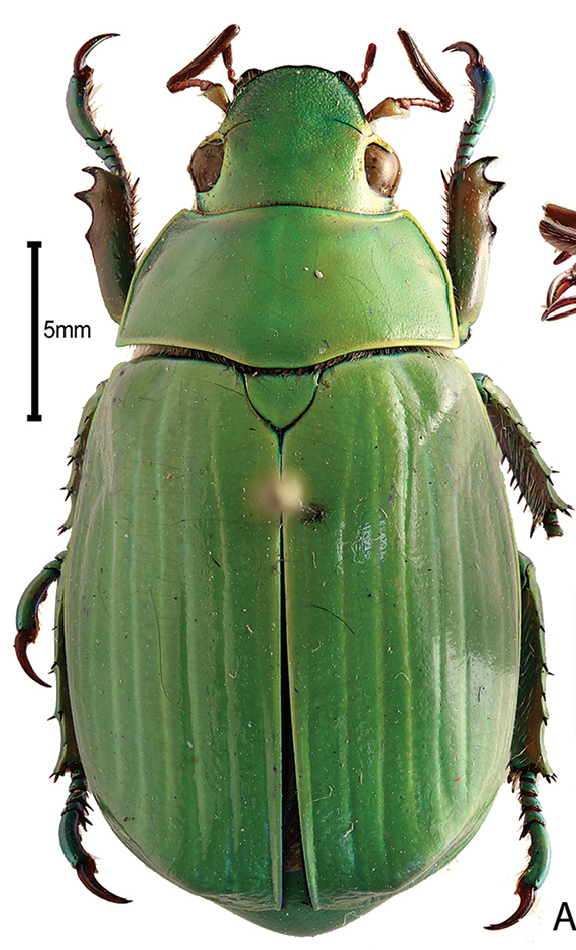
Chrysina benesi, Мексика
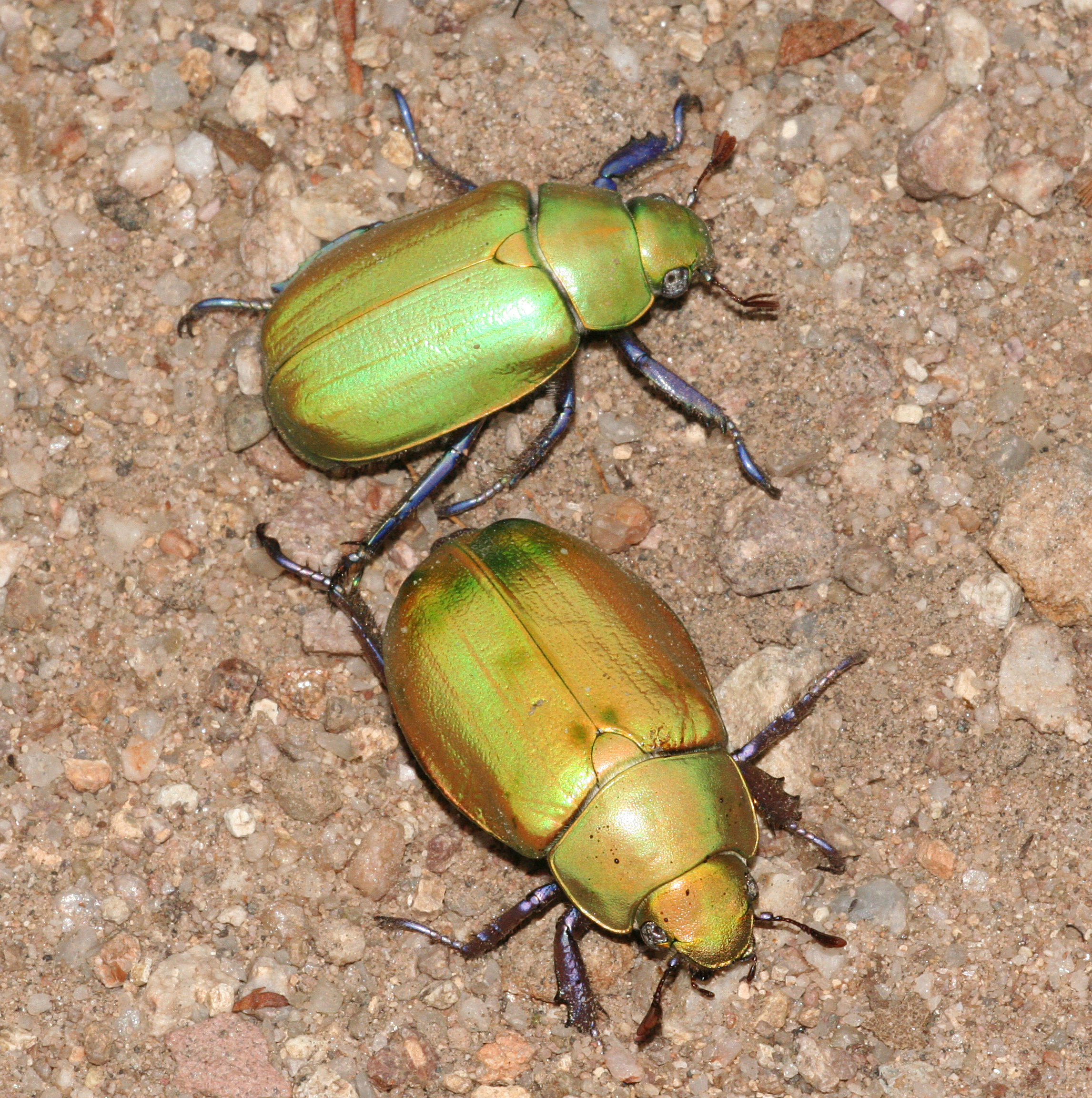
Chrysina beyeri, США